# Wingates
Wingates är en ort i civil parish Nunnykirk, i grevskapet Northumberland i England. Orten är belägen 14 km från Morpeth. Wingates var en civil parish 1866–1955 när det uppgick i Nunnykirk. Civil parish hade 69 invånare år 1951.